# Schisturella pulchra
Schisturella pulchra är en kräftdjursart som först beskrevs av Hansen 1887.  Schisturella pulchra ingår i släktet Schisturella och familjen Uristidae. Inga underarter finns listade i Catalogue of Life.